# Шездесета изложба УЛУС-а (1978)
Шездесета изложба УЛУС-а (1978) је трајала током априла и маја 1978. године. Одржана је у галеријском простору Удружења ликовних уметника Србије, односно у Уметничком павиљону "Цвијета Зузорић", у Београду, и у Народном музеју, у Крагујевцу.

## О изложби
Избор радова за изложбу је извршио Уметнички савет Удружења ликовних уметника Србије, у саставу:
1. Ангелина Гаталица
2. Љиљана Блажеска
3. Нандор Глид
4. Никола Јанковић
5. Живко Ђак

### Награде
Добитници награда на овој Шездесетој изложби УЛУС-а (1978) су:
- Златна палета - Предраг Пеђа Милосављевић
- Златна игла - Драгиша Андрић
- Златно длето - Милија Нешић

## Излагачи

### Сликарство
1. Момчило Антоновић
2. Исак Аслани
3. Бошко Атанацковић
4. Братомир Баругџић
5. Бошко Бекрић
6. Љиљана Блажеска
7. Вера Божичковић Поповић
8. Славољуб Богојевић
9. Мирослава Богосављевић
10. Анђелка Бојовић
11. Соња Бриски
12. Драгомир Буљугић
13. Љиљана Бурсаћ
14. Здравко Вајагић
15. Мирјана Вукмировић Пачов
16. Зоран Вуковић
17. Шемса Гавранкапетановић
18. Горан Гвардиол
19. Милош Гвозденовић
20. Оливера Грбић
21. Винко Грдан
22. Фатима Дедић Рајковић
23. Евгениа Дамниевска
24. Ксенија Дивјак
25. Предраг Димитријевић
26. Милица Динић
27. Властимир П. Дискић
28. Марија Драгојловић Бем
29. Љиљана Дрезга
30. Драган Добрић
31. Дана Докић
32. Дуња Докић Николић
33. Драго Дошен
34. Амалија Ђаконовић
35. Живојин Ђокић
36. Момчило Ђорђевић
37. Ружица Ђорђевић
38. Петар Ђорђевић
39. Светислав Ђурић
40. Слободан Ђуричковић
41. Радивоје Ђуровић
42. Миленко Жарковић
43. Маша Живкова
44. Јован Живковић
45. Јован Зец
46. Светлана Златић
47. Ненад Јакешевић
48. Драгољуб Јелесијевић
49. Татјана Јерот
50. Душан Јовановић
51. Драгана Јовчић
52. Вера Јосифовић
53. Божидар Каматовић
54. Маријана Каралић
55. Деса Керечки Мустур
56. Бранислав Кеченовић
57. Илија Костов
58. Верица Кочић
59. Коста Кривокапић
60. Јован Крижек
61. Велизар Крстић
62. Гордана Крсмановић Коцић
63. Чедомир Крстић
64. Јован Кукић
65. Грујица Лазаревић
66. Драгомир Лазаревић
67. Зоран Мандић
68. Љубодраг Маринковић Пенкин
69. Снежана Маринковић
70. Бранка Марић
71. Војислав Марковић
72. Мома Марковић
73. Надежда Марковић
74. Весна Мијачика
75. Миливоје Миладиновић
76. Драган Милошевић
77. Предраг Пеђа Милосављевић
78. Бранко Миљуш
79. Милун Митровић
80. Мирјана Митровић
81. Светислав Младеновић
82. Драган Мојовић
83. Марклен Мосијенко
84. Љубица Мркаљ
85. Миодраг Нагорни
86. Марина Накићеновић
87. Душан Николић
88. Мирјана Николић Пећинар
89. Милена Ничева
90. Миливоје Новковић
91. Лепосава Ст. Павловић
92. Илија Пандуровић
93. Миодраг Петровић
94. Зоран Петрушијевић
95. Миодраг Мића Поповић
96. Тамара Поповић
97. Мирко Почуча
98. Божидар Продановић
99. Радомир Радовановић
100. Радмила Радојевић
101. Ђуро Радоњић
102. Милица Рајковић
103. Зоран Рајковић
104. Невенка Рајковић
105. Сава Рајковић
106. Слободанка Ракић Дамјанов
107. Даница Ракиџић Баста
108. Кемал Рамујкић
109. Владимир Рашић
110. Мирослав Савић
111. Оливера Савић
112. Рајко Самарџија
113. Рада Селаковић
114. Рајко Сикимић
115. Слободан Сотиров
116. Бранко Станковић
117. Милан Сташевић
118. Тодор Стевановић
119. Десанка Станић
120. Мирко Стефановић
121. Слободан Стефановић
122. Жарко Стефанчић
123. Миливоје Стоиљковић
124. Стеван Стојановић
125. Столе Стојковић
126. Живко Стојсављевић
127. Миодраг Стојановић
128. Иван Табаковић
129. Рафаило Талви
130. Тања Тарновска
131. Миљан Тихојевић
132. Мирко Тримчевић
133. Сенадин Турсић
134. Сабахадин Хоџић
135. Нусрет Хрвановић
136. Томислав Шеберковић
137. Миленко Шербан
138. Хелена Шипек

### Графика и цртеж
1. Бранимир Адашевић
2. Драгиша Андрић
3. Миодраг Анђелковић
4. Драгана Атанасовић
5. Радомир Бојанић
6. Ђорђе Бошковић
7. Биљана Вуковић
8. Милица Вучковић
9. Миливој Грујић Елим
10. Емир Драгуљ
11. Момчило Ђенић
12. Душан Ђокић
13. Радомир Ђокић
14. Ђорђе Живковић
15. Доца Јанковић
16. Милица Јелић
17. Гордана Јоцић
18. Бошко Карановић
19. Бранимир Карановић
20. Слободан Кнежевић
21. Богдан Кршић
22. Соња Ламут
23. Слободанка Мариновић Ступар
24. Велимир Матејић
25. Душан Ђ. Матић
26. Рајка Миловић
27. Слободан Михаиловић
28. Савета Михић
29. Владан Мицић
30. Зоран Мујбеговић
31. Мирко Најдановић
32. Миленко Остојић
33. Синиша Пајић
34. Радомир Петровић
35. Владимир Попин
36. Рајко Радовић
37. Добри Стојановић
38. Трајко-Косовац Стојановић
39. Невенка Стојсављевић
40. Радован Хиршл
41. Нусрет Хрвановић
42. Златана Чок
43. Зоран Шурлан

### Вајарство
1. Божидар Бабић
2. Димитрије Мића Вујовић
3. Никола Вукосављевић
4. Ратко Вулановић
5. Савица Дамјановић
6. Светислав Здравковић
7. Владимир Комад
8. Даница Кокановић Младеновић
9. Милован Крстић
10. Милан Лукић
11. Душан Марковић
12. Борислава Недељковић Продановић
13. Милија Нешић
14. Душан Николић
15. Драгиша Обрадовић
16. Рајко Попивода
17. Мице Попчев
18. Славољуб Радојчић
19. Екатерина Ристивојев
20. Душан Русалић
21. Љубинка Савић Граси
22. Михаило Станић
23. Слободан Стојановић
24. Милорад Ступовски
25. Радивој Суботички
26. Томислав Тодоровић
27. Петар Убовић
28. Јосиф Хрдличка